# Hoplistocerus dives
Hoplistocerus dives är en skalbaggsart som beskrevs av Bates 1875. Hoplistocerus dives ingår i släktet Hoplistocerus och familjen långhorningar. Inga underarter finns listade i Catalogue of Life.